# Конър О'Брайън
Райън Парметър (роден на 6 февруари 1980) е американски кечист (професионален борец).
Работи с WWE под сценичното име Конър като част от отбора Възкачване, но не се състезава. Той беше част от четвъртия сезон на NXT, и получи четвърто място в петия сезон, NXT Изкупление.
След прекараните 4 години в независимите компании като Райън Рейн О'Райли, Парметър подписва договор на WWE през 2005 и беше преместен в Deep South Wrestling (DSW), развиваща се марка, където се бие като Грубия О'Райли. Печели 2 пъти титлата в тежка категория на DSW, след като е преместен в Florida Championship Wrestling (FCW). Той също се появява на някои тъмни мачове на „Първична сила“ и „Разбиване“ и на някои живи събития на ECW.
През октомври 2007 г. Парметър и неговата приятелка Криси Вейн поискват да бъдат освободени от техния договор с WWE поради лични причини.
След освобождаването му Парметър се освободи от кеча, преди да дебютира в NWA Charlotte през февруари 2009 г. През юли 2010 г. подписва отново с WWE и се връща в FCW, където започва да се бие като Конър О'Брайън. През ноември 2010 г. е обявен като участник в 4-тия сезон на NXT.

## В кеча
- Финални ходове
  - Като Конър О'Брайън/Конър
    - Fall of Man (Flapjack последвано от running leg drop в задната част на главата на опонента)[11][12][13]
    - Full nelson slam[14][15]
    - Stockade (Headscissors armbar)[16]

  - Като Райън О'Райли/Грубия О'Райли
    - Rooftop Drop[2] (Full nelson slam)
    - Rough Shot[2][4] (Double leg slam)
- Ключови ходове
  - Big boot[17]
  - Body avalanche[18]
  - Diving shoulder block[14]
  - Elbow drop[17]
  - Flapjack[12]
  - Многократни side headlock takeovers[17]
  - Russian legsweep[2]
- с Кенет Камерън 
  - Отборни финални ходове
    - Downcast (Jawbreaker от Камерън, последван от flapjack от О'Брайън)[19]
    - Fall of Man[20] (Legsweep (О'Брайън)/Spinning heel kick (Камерън) комбинация)[21]
- с Рик Виктор/Виктор
  - Отборни финални ходове
    - Fall of Man (Legsweep (Конър)/Flying European uppercut (Виктор) комбинация)
    - Hi Justice (Sidewalk slam (Конър)/top-rope legdrop (Виктор) комбинация)
    - Breaking Point (Spinning spinebuster (Конър)/Double knee backbreaker (Виктор) комбинация)
- Прякор
  - „Грубиянин“[2]
  - „Ирландец“[2]
- Мениджъри
  - Марис Уелет и ЛЕйси Вон Ерик
  - София Кортез
  - Алберто Дел Рио
  - Рикардо Родригес
  - Пейдж
  - Звезден прах
- Придружавайки
  - Свесден прах
- Входни песни
  - „Let Battle Commence“ на Daniel Nielsen (NXT; 2013 – 2014; използвана докато е партньор на Виктор като член на Възкачване)
  - „Anchor (Instrumental)“ на That Noise (NXT; 2013)
  - „Rebellion“ на CFO$ (NXT/WWE; от 2014 г.; използвана докато е партньор на Виктор като член на Възкачване)
  - „Written in the Stars“ на Джим Джонстън [22] (2015; използвана докато е партньор на Звезден прах като член на Космическата пустош)

## Шампионски титли и отличия
- Coastal Championship Wrestling
  - Шампион в тежка категория на CCW (1 път)[3]
  - Отборен шампион на CCW (1 път) – с Шон Алън[2]
- Deep South Wrestling
  - Шампион в тежка категория на DSW (2 пъти)[9]
- Four Star Championship Wrestling
  - Шампион в тежка категория на FSCW (1път)[3]
  - Отборен шампион на FSCW (1 път) – с Джеф „Джей-Дог“ Брукс[2]
- Georgia Championship Wrestling
  - Шампион в тежка категория на GCW (1 път)[2]
- Kings of Pro Wrestling
  - Шампион в тежка категория на KPW (2 път)[2]
- Maximum Pro Wrestling
  - Телевизионе шампион на MPW (1 път)[2]
- NWA Sunray Pro Wrestling
  - Шампион в тежка категория на Сънрей на NWA (1 път)[2]
- Pro Wrestling Illustrated
  - PWI го класира като #123 от отп 500 индивидуални кечисти в PWI 500 през 2014[23]
- WWE NXT
  - Отбоен шампион на NXT (1 път) – с Виктор